# Unabhängigkeitsdenkmal (Aşgabat)
Das Unabhängigkeitsdenkmal in Aşgabat ist ein Denkmal im Unabhängigkeitspark in der turkmenischen Hauptstadt Aşgabat, das der Unabhängigkeit des zentralasiatischen Staates gewidmet ist. Es wurde im Jahr 2000 während der Amtszeit von Saparmyrat Nyýazow von der türkischen Baufirma Polimeks erbaut und fertiggestellt.

## Lage
Das Unabhängigkeitsdenkmal liegt im weitläufigen Unabhängigkeitspark im Süden von Aşgabat. Der Park wurde während der Präsidentschaft des ersten Präsidenten des unabhängigen Turkmenistans, Saparmyrat Nyýazow, angelegt und ist bis heute eine der gepflegtesten und belebtesten Parkanlagen der Stadt. Neben dem Unabhängigkeitsdenkmal befinden sich auch das Ruhnama-Monument, zahlreiche Brunnen und Wasserspiele, sowie eine goldene Statue Nyýazows in dem Park.

## Beschreibung
Das Unabhängigkeitsdenkmal steht leicht erhöht am Ende einer breiten Allee, die von Statuen turkmenischer Krieger und berühmter Persönlichkeiten der turkmenischen Geschichte gesäumt ist. Das Denkmal ist umgeben von Wasserspielen mit zahlreichen Fontänen und wird über eine breite Treppe aus Marmor erreicht. Das Gebäude kann von vier Seiten betreten werden, jeder Eingang ist mit zwei weiteren Statuen berühmter turkmenischer Persönlichkeiten versehen. In marmornen Wachhäuschen mit goldenen Applikationen befinden sich ständig turkmenische Soldaten, die das Geschehen rund um das Denkmal überwachen.
Der untere Teil des Denkmals besteht aus einem kuppelförmigen Unterbau, der an die traditionelle Jurte der zentralasiatischen Nomaden erinnern soll. Den oberen und größeren Teil des Denkmals bildet eine 91 m hohe Säule aus Stahlbeton, die mit goldenen Elementen, darunter fünf goldenen Adlern, verziert ist. Die Spitze des Bauwerks bildet eine 27 m hohe Konstruktion aus vergoldetem Stahl, die von einem Halbmond mit fünf Sternen abgeschlossen wird. Diese Symbolik findet sich auch in der Flagge Turkmenistans wieder.
Im Inneren des Denkmals befindet sich ein opulent gestaltetes Museum, das sich mit der Unabhängigkeit und der Besonderheit des Staates Turkmenistan auseinandersetzt. Des Weiteren gibt es einen Konferenz- und Veranstaltungssaal sowie eine Aussichtsplattform mit gastronomischem Angebot für Besucher. Auch im Innenbereich des Denkmals setzt sich der großflächige Einsatz von Marmor und Gold als Stilmittel fort.

## Bedeutung
Das Denkmal hat eine hohe Symbolkraft und soll insbesondere den Zusammenhalt der Turkmenen hervorheben. Die fünf Adler weisen auf die Einheit der fünf Stämme Turkmenistans hin, während der Unterbau in Form einer Jurte an die Vergangenheit Turkmenistans und die Lebensweise der Vorfahren erinnern soll. Die Säule im oberen Teil des Gebäudes soll von den Ruinen und Bauwerken im turkmenischen Daşoguz welaýaty, insbesondere vom Kutlug-Timur-Minarett, inspiriert worden sein. Die zahlreichen Statuen berühmter Turkmenen und die Dauerausstellung im kleinen Museum sollen zur Schaffung einer turkmenischen Identität beitragen, dabei sind die Inhalte teilweise zu Propagandazwecken verzerrt dargestellt.

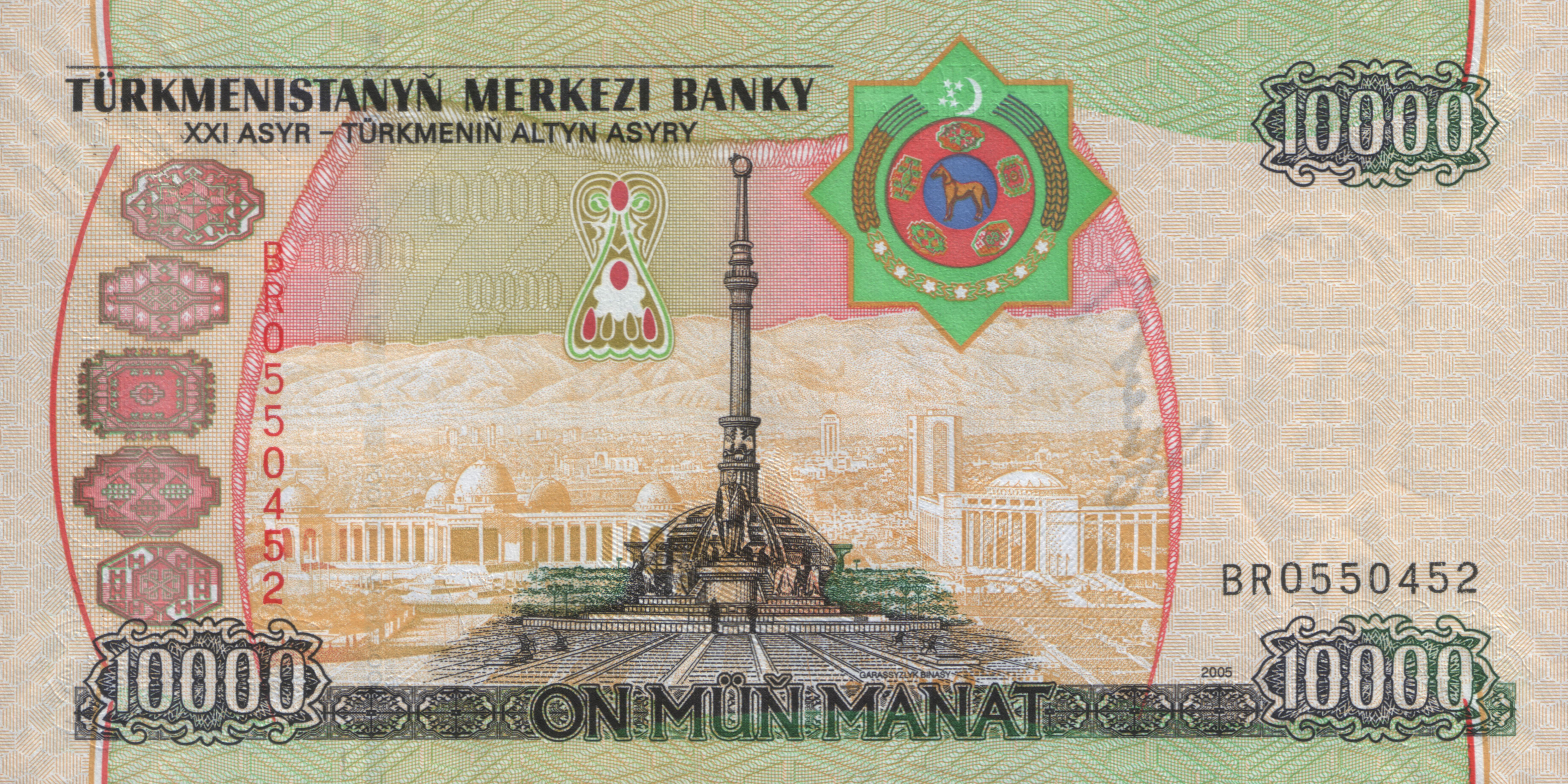
10.000-Manat-Schein

Das Datum der turkmenischen Unabhängigkeit, der 27. Oktober 1991, wird in dem Bauwerk auch architektonisch aufgegriffen: Die Konstruktion an der Spitze des Bauwerks hat eine Höhe von 27 Metern, die Aussichtsplattform einen Durchmesser von 10 Metern und die Säule eine Höhe von 91 Metern.
Das Unabhängigkeitsdenkmal ziert außerdem einen Schein der turkmenischen Währung Turkmenistan-Manat.